# It's Time to See Who's Who
It’s Time to See Who’s Who es el primer álbum de la banda de punk rock Conflict. Fue publicado en 1983 por Corpus Christi Records.

## Lista de temas
1. "Young Parasites"
2. "Kings & Punks"
3. "Meat Means Murder"
4. "No Island Of Dreams"
5. "Great What?"
6. "The Guilt & The Glory"
7. "1824 Overture"
8. "Bullshit Broadcast"
9. "One Nation Under The Bomb"
10. "Blind Attack (Part 2)"
11. "Vietnam Serenade"
12. "Blood Morons"
13. "Exploitation" Pha!
14. "Crazy Governments"

## Personal
- Colin Jerwood · vocalista
- John · bajo
- Paco · batería
- Steve · guitarra
- Paul · efectos visuales
- Gemma & Mandy · cantos adicionales

- Datos: Q3804004